# Кауфман, Николай Янков
Николай Янков Кауфман (болг. Николай Янков Кауфман; 23 сентября 1925, Русе — 26 марта 2018) — болгарский музыковед, композитор и фольклорист. Один из известнейших болгарских исследователей народной музыки. Академик Болгарской академии наук.

## Биография
Родился 23 сентября 1925 года в Русе. По происхождению еврей-ашкеназ. Окончил в 1952 году Национальную музыкальную академию Софии по классу духовых инструментов и теории музыки. С 1952 по 1988 годы работал в Институте музыки при Болгарской академии наук, а затем в институте фольклористики. С 1978 года читал лекции в Национальной музыкальной академии, в 1973 году получил степень доктора философии.
Кауфман прославился благодаря сбору множества болгарских народных песен, а также песен евреев-ашкеназов и евреев-сефардов из Болгарии; он занимался переработкой песен и написанием своих произведений с народными мотивами для фортепиано. Так, некоторые песни исполнял болгарский женский хор Le Mystère des Voix Bulgares, также известный как Женский хор Болгарского национального телевидения: в 1990 году ему была присуждена премия «Грэмми» за альбом народной музыки «Le Mystere Des Voix Bulgares. Volume II». Всего же Кауфман собрал более 30 тысяч болгарских народных песен и мелодий, издав несколько сборников этих песен. С 1997 года является членом-корреспондентом Болгарской АН, с 2003 году — академиком. Лауреат множества премий и наград.

## Дискография
- Jewish Songs from Bulgaria (1994)
- Nikolai Kaufmann — Compositions (1996)